# Heart (película)
Heart es una película independiente de drama deportivo estadounidense de 1987 dirigida por James Lemmo, a partir de un guion de Lemmo y Randy Jurgensen, quien también produjo la película. Está protagonizada por Brad Davis, Frances Fisher, Steve Buscemi y Frank Adu.

## Argumento
Después de perder varias peleas seguidas, Eddie Brennan, un desgastado boxeador de peso mediano, es convocado como fácil rival para un joven boxeador en ascenso, Salvador Manuella. Con la certeza de que Eddie no puede ganar la pelea, su promotor, Nicky, arregla el combate sin decirle nada a Eddie, recibiendo dinero por adelantado por parte de una banda de criminales que espera una victoria segura de Salvador Manuella.

## Reparto
- Brad Davis como «Irish» Eddie Brennan
- Frances Fisher como Jeannie
- Steve Buscemi como Nicky
- Robinson Frank Adu como Buddy
- Jesse Doran como Diddy
- Sam Gray como Leo
- Billy Costello como Salvador Manuella
- Saul Mamby como Primer oponente
- Daniel O’Shea como Joey
- Joseph Dophin como Amos
- Robert Mathias como Tino
- Lance Davis como Jerry
- Peter Carew como Matty
- Anthony Bishop como Sr. Arturo
- Lisa Ellex como Rosa
- Tony Lip como Max

## Recepción
Uno de los pocos críticos que reseñó el filme fue Kevin Thomas del periódico The Los Angeles Times. La cinta logró convencer Thomas, quien escribió: «Heart es un simpático Rocky interpretado de verdad, una película hecha con mucho cariño y auténtica determinación. Sin duda resulta familiar, pero rara vez se ha contado la historia del boxeador sacrificado con tanta honestidad y convicción. Es refrescante como antídoto contra la mitomanía exagerada de Rocky». El crítico elogió las actuaciones de Brad Davis, Frances Fisher, Steve Buscemi, Frank Adu y —especialmente— la de Sam Gray, y finalizó la reseña comentando que la cinta «tiene tanto corazón como su desaliñado héroe». Kathleen Naureckas del Chicago Tribune también escribió una reseña, opinando que «esta es una de esas películas en las que el mejor momento llega cuando descubres exactamente hacia dónde se dirige». La crítica agregó: «Presumiblemente, Heart atraerá a los fanáticos de las peleas, pero las escenas de lucha no son muy buenas».